# Гнедич, Пётр Петрович
Пётр Петро́вич Гне́дич (18 [30] октября 1855, Санкт-Петербург — 16 июля 1925, Ленинград) — русский писатель

, драматург и переводчик, популяризатор истории искусства, театральный деятель; двоюродный племянник Н. И. Гнедича.

## Биография
Пётр Гнедич родился в Санкт-Петербурге в семье инженера путей сообщений; происходил из рода, издавна жившего в Котельве (позднее слобода Ахтырского уезда Харьковской губернии, на границе с Полтавской губернией), где и дед его, и прадед, и прапрадед, были сотниками.
Окончил Первую Санкт-Петербургскую классическую гимназию. Учился в Академии художеств в Санкт-Петербурге (1875—1879; не окончил).
В 1888 году основал и редактировал совместно с В. С. Соловьёвым журнал «Север», а в 1892 году — «Ежегодник императорских театров». Председатель петербургского Литературно-артистического кружка (1893—1895), заведующий художественной частью театра Литературно-артистического кружка (впоследствии Театр Литературно-художественного общества), управляющий труппой Александринского театра (1900—1908).
С 1914 года директор музея Общества поощрения художеств. После Октябрьской революции состоял членом репертуарной секции Петроградского отделения Театрального отдела Наркомпроса (1918—1919).
Умер 16 июля 1925 года в Ленинграде; похоронен на Литераторских мостках.

## Литературная деятельность
Дебютировал в печати рассказами в журнале «Нива» в 1877 году. Его первая пьеса, «Дверей не заперли» (1878, издана в 1883), была поставлена вначале в частном театре А. А. Бренко и Пушкинском театре в Москве под названием «На хуторе», а в 1883 году — в Александринском театре под названием «Птичка в западне»; многократно ставилась в различных театрах.

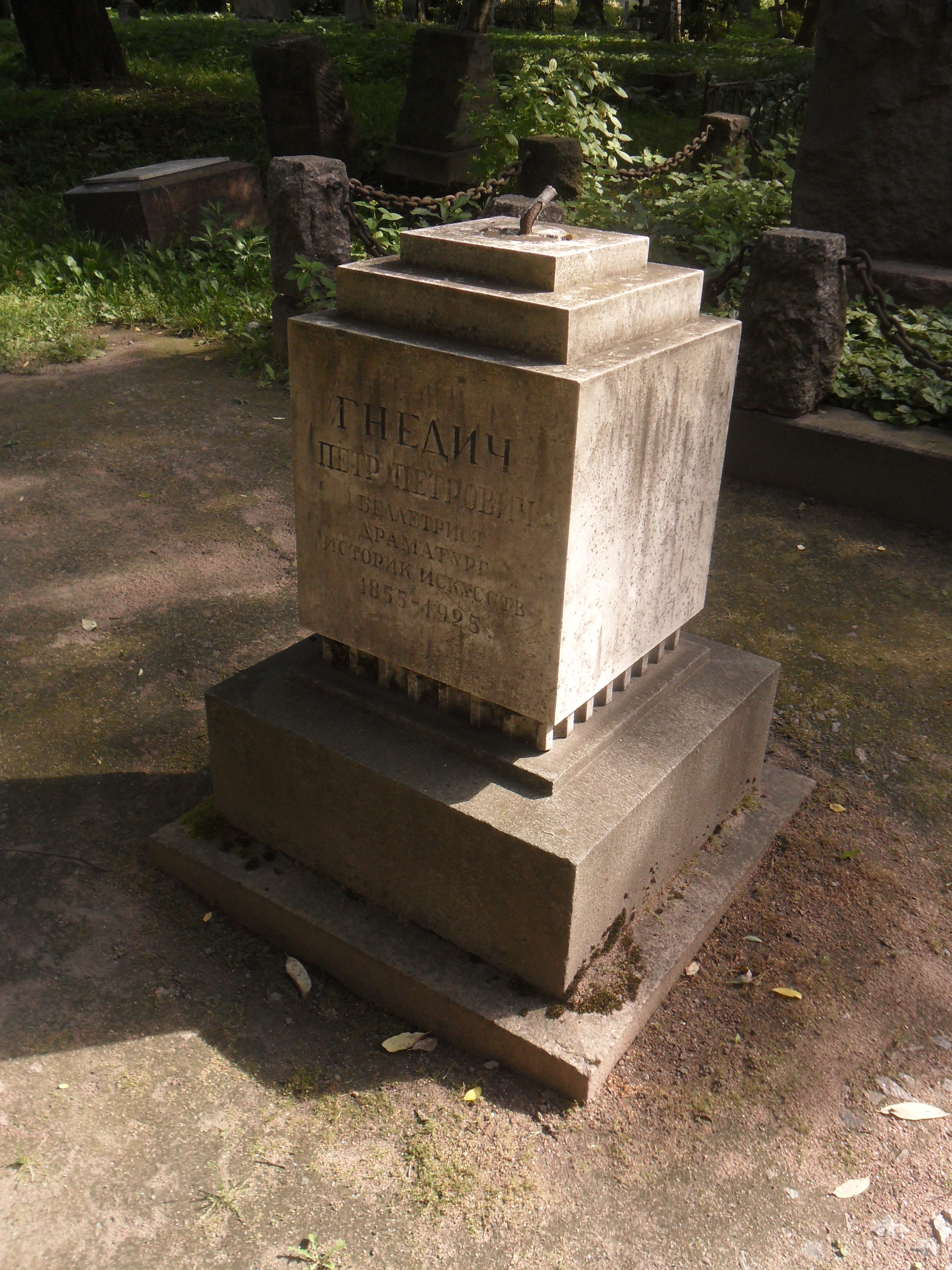
Могила Гнедича
на Литераторских мостках
в Санкт-Петербурге

С конца 1870-х годов печатал романы, повести, очерки, фельетоны, юморески, стихотворения, рецензии в газете «Санкт-Петербургские ведомости», журналах «Кругозор», «Шут», «Осколки» и многих других изданиях. Выпустил сборники «Повести и рассказы» (1885), «Семнадцать рассказов» (1888), «Новые рассказы» (Т. 1—2, 1890), «Кавказские рассказы» (1894), «Мгновенье» (1896) и другие, также сборники фельетонов «Пёсьи мухи» (Т. 1—3, 1905—1909). Его пьеса «Горящие письма» стала первым режиссёрским опытом К. С. Станиславского на сцене Московского Общества Искусства и Литературы (МОИиЛ).
Автор многочисленных работ по истории искусства (изданы в 1885 году), объединённых в книгу «История искусств с древнейших времён» (Т. 1—3, 1897; неоднократно переиздавалась).
Автор романа «Китайские тени» («Русский вестник», 1894; отдельное издание — 1895), «Ноша мира сего» (1899), «Туманы» (1899), «Купальные огни» (1900). В 1911 году принял участие в коллективном романе «Три буквы» на страницах «Синего журнала».
Успехом пользовались постановки пьес с общей либеральной направленностью, сценической занимательностью, живым диалогом «Перекати поле» (1889), «Горящие письма» (1890), «Зима» (1905), «Холопы» (1907), «Болотные огни» (1909) и другие. Пьесы изданы в сборниках «Шесть комедий» (1887), «Второй том комедий» (1894)
Переводил произведения Шекспира: «Гамлет, принц датский» (1891), «Укрощение строптивой» (1899).
Мемуарист: Книга жизни: воспоминания, 1855—1918. — Л.: «Прибой», 1929. — 371 с.
На слова П. П. Гнедича были написаны романс «Сладким запахом сирени» (М. К. Липпольд), «Вся закутана чадрою» (А. А. Тарутин), «Моя малютка дорогая» (Б. В. Гродзкий), «Я помню детства золотого» (Э. К. Розенов).

## Экранизации
- 1988 — «Холопы» — телеспектакль в постановке Малого театра, по одноимённой пьесе.
- 2003 — «Северный Сфинкс» — Народное кино, АРК-Фильм.